# Gus G.
Konstantinos Karamitroudis (* 12. září 1980, Soluň, Řecko), známý jako Gus G., je řecký kytarista, známý jak ze své kapely Firewind, tak také působením v sólové skupině Ozzyho Osbourna. Na klasickou kytaru začal hrát v deseti letech, o čtyři roky později přišel přesun k elektrické. V roce 1998 začal studovat na americké univerzitě Berklee College of Music, vydržel tam ovšem jen dva týdny a následně nahrál s několika dalšími hudebníky demo nové skupiny Firewind. Gus G. se následně začal věnovat jiným skupinám, mimo jiné Mystic Prophecy, Dream Evil či krátké angažmá v Arch Enemy, a na Firewind neměl dostatek času.
K obnovení činnosti Firewind došlo během roku 2002, kdy skupina vydala debutové album a uchytila se na hudební scéně. V roce 2009 Guse G., který měl v té době s Firewind vydaných již pět studiových alb, oslovil britský zpěvák Ozzy Osbourne a řecký kytarista se stal členem jeho sólové kapely. S Osbournem nahrál studiové album Scream (2010) a následně s ním vystupoval také živě. V roce 2017 Gus G. z časových důvodů spolupráci ukončil, kromě Firewind se totiž začal věnovat také sólové tvorbě. Své první album I Am the Fire vydal v roce 2014, o rok později vyšlo Brand New Revolution a roku 2018 deska Fearless.

## Sólová diskografie
- I Am the Fire (2014)
- Brand New Revolution (2015)
- Fearless (2018)